# رحلات كولومبوس

رحلات كولمبوس الأربعة. الخط الأزرق: الرحلة الأولى. الخط الأحمر: الرحلة الثانية. الخط الأخضر: الرحلة الثالثة. الخط البرتقالي: الرحلة الرابعة.

قاد المستكشف الإيطالي كريستوفر كولومبوس في عام 1492 أربع رحلات استكشافية بتمويل اسباني عبر المحيط الأطلسي البحرية أدت إلى استكشاف القارات الأميركية التي كانت مجهولة إلى حد كبير للأوروبيين والتي هي خارج النظام السياسي والاقتصادي للعالم القديم. أتعتبر هذه الرحلات الأربعة بدية للاستعمار الإسباني للأمريكتين.

"خريطة كولومبوس" التي رسمها حوالي 1490 في ورشة عمل بارتولوميو وكريستوفر كولومبوس في لشبونة.

كان يعتقدو لفترة طويلة أن كولومبوس وطاقمه كان أول الأوروبيين الذين وصلوا إلى اليابسة في الأمريكتين. بينما في الواقع لم يكونوا أول المستكشفين من أوروبا إلى الأمريكتين، إذ سبقهم رحلة الفايكنغ التي قادها ليف إريكسون في القرن الحادي عشر; ومع ذلك، ما زالت تعتبر رحلات كولومبوس هي التي أدت إلى ديمومة الاتصال بالأمريكتين، وبالتالي، بافتتاح فترة الاستكشاف، والفتح والاستعمار وما تزال آثارها ونتائجها قائمة إلى وقتنا الحاضر.

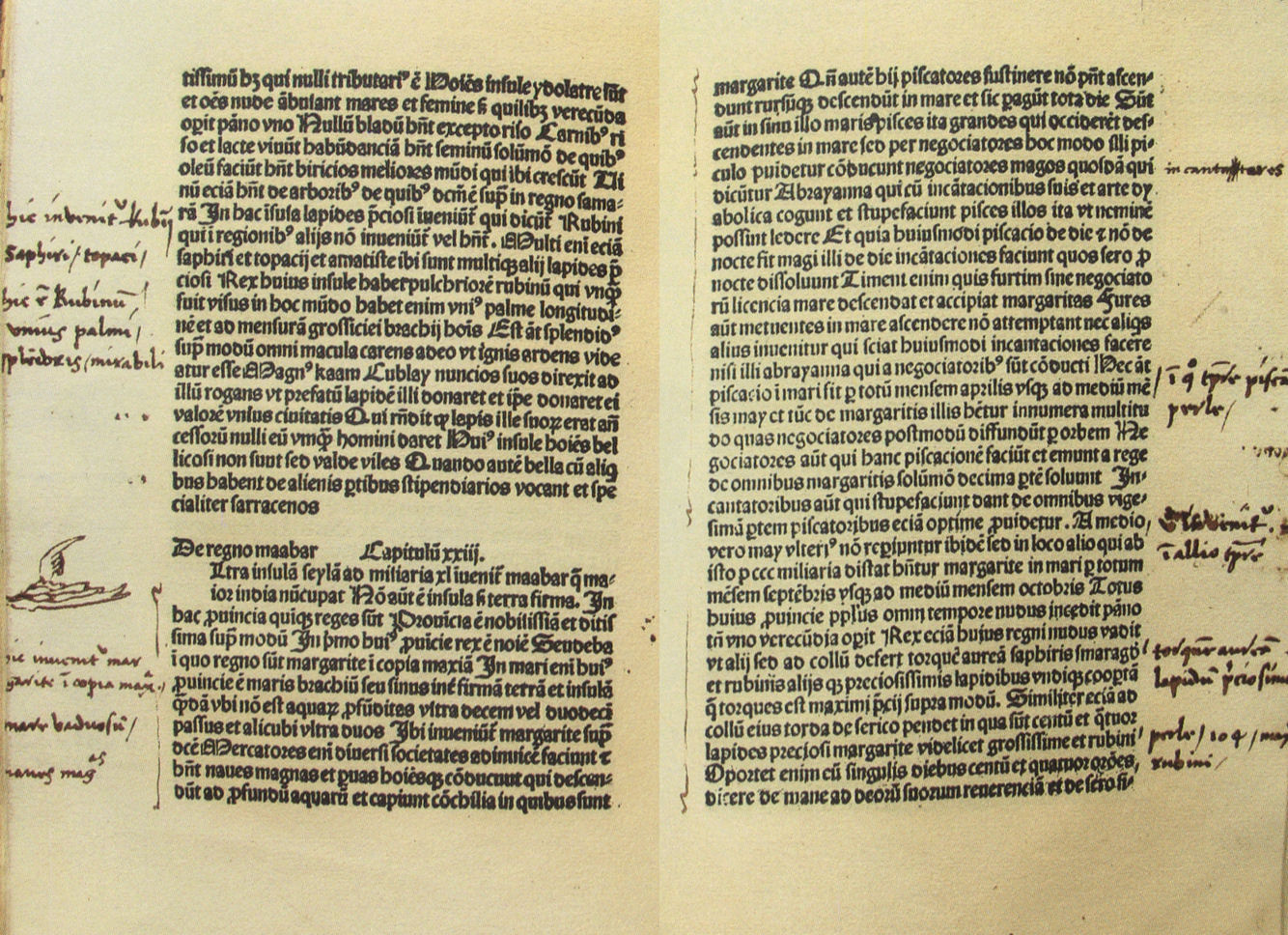
مخطوطة الملاحظات المكتوبة بخط يد كريستوفر كولومبوس.

كان كولومبوس إيطالي المولد ويعمل ملاحا في اسطول تاج قشتالة الإسباني وكان هدفه ايجاد ممر بحري غربي يصل إلى آسيا في الشرق، وذلك لإيجاد مصادر للتوابل وغيرها من السلع الشرقية. أدت هذه الرحلات بدلا من ذلك إلى اكتشاف وجوذ العالم الجديد ما بين أوروبا وآسيا. ارتحل كولومبوس في رحلاته الأربعة بين عامي 1492 و1502 مما ساهم في إعداد المسرح الأوروبي الاستكشافي واستعمار الأمريكتين، مما أدى في نهاية المطاف إلى التبادل الكولومبي..
كان يسكن الأميركتين زمن رحلات كولمبنوس الشعوب الأصلية في أمريكا ، المتحدرين من شعوب الباليو الهندية الذين عبروا مضيق بيرنج من آسيا إلى أمريكا الشمالية قبل حوالي 20,000 سنة مضت. أدت هذه الرحلات إلى انتشار المعرفة في القارة الجديدة الموجودة غرب أوروبا وشرق آسيا. هذا التقدم في العلوم الجغرافية أدى إلى استكشاف واستعمار العالم الجديد من قبل إسبانيا ومن قبل دول بحرية أوروبية فيما يعتبره البعض باعتبارها بداية العصر الحديث.
أرسلت إسبانيا والبرتغال وغيرها من الممالك الأوروبية الحملات لإنشاء المستعمرات في جميع أنحاء العالم الجديد وتحويل السكان الأصليين إلى المسيحية، وبناء شبكات تجارية كبيرة عبر المحيط الأطلسي، وبالتالي أحضر أنواع جديدة من النباتات والحيوانات والمحاصيل الغذائية إلى كل القارات. استمرت عمليات البحث عن طريق غربي يصل إلى آسيا ختى عام 1513 عندما استطاع فاسكو نونيز دي بالبوا عبور برزخ بنما الضيق يتصبح أول أوروبي يرى المحيط الهادئ. اكتمل استكشاف الطريق الغربي عام 1521، عندما وصلت بعثة القشتالية (لإسبانية) بقيادة ماجلان إلى جنوب شرق آسيا بعد إبحاره عبر المحيط الهادي.

## خلفية الرحلات
كانت البرتغال القوة الأوروبية الرئيسة المهتمة بتعقّب طرقٍ للتجارة وراء البحار. كانت جارتهم المجاورة قشتالة (سَلَف إسبانيا) أبطأ إلى حد ما في البدء باستكشاف الأطلسي بسبب المنطقة الضخمة من الأرض التي كان عليهم استردادها (حروب الاسترداد) من الموريين. قبل أواخر القرن الخامس عشر، بعد الاتحاد السلالي بين تاجي قشتالة وآراغون وإتمام حروب الاسترداد، لم يكن باديًا أن التاجين الموحدين لما سيصبح إسبانيا (برغم أن البلدين كانا ما يزالان موجودين بصورة شرعية) سيبرزان ويصبحان ملتزمين بالكامل بالبحث عن طرق تجارةٍ جديدة ومستعمرات وراء البحار. في عام 1492، غزا الحكام المشتركون مملكة غرناطة المورية التي كانت تزوّد قشتالة بالبضائع الأفريقية بواسطة الترفيد. كان كولومبوس قد فشل في السابق في إقناع جواو الثاني ملك البرتغال بتمويل استكشافه لطريق غربي، إلا أن الملك والملكة الجديدين لإسبانيا المسترَدّة قررا تمويل بعثة كولومبوس آملين بالالتفاف على إقفال البرتغال على أفريقيا والمحيط الهندي، وأن يصلوا إلى آسيا عبر السفر غربًا.

### حملة تمويل
اقترح كولومبوس أن يُعِدّ الملك ثلاث سفنٍ قوية وأن يمنح كولومبوس مدة عامٍ ليبحر غربًا نحو الأطلسي، ويبحث عن طريق غربي إلى الهند، ويعود. طالب كولولمبوس أيضًا بجعله «الأدميرال الكبير للبحر المحيط» (المحيط الأطلسي)، وبتعيينه حاكمًا لأي وجميع الأراضي التي يكتفشها، وبمنحه عُشر جميع إيرادات هذه الأراضي. قدّم الملك الاقتراح إلى خبرائه الذين رفضوه بعد عدة سنين. كان رأيهم أن تقدير كولومبوس لمسافة سفر تبلغ 2,400 ميل (3,900 كم) كان قصيرًا جدًا.
في عام 1488 قدم كولومبوس استئنافًا إلى محكمة البرتغال، متلقيًا دعوة جديدة للقاء الملك جواو الثاني. باءت هذه المحاولة بالفشل أيضًا، جزئيًا لأنه تلت ذلك بمدة قصيرة عودة بارتولوميو دياز إلى البرتغال بعد دوران ناجح حول الرأس الجنوبي لأفريقيا. مع سيطرتها الآن على طريقٍ بحري شرقي، لم تعد البرتغال مهتمة بريادة طريق تجارةٍ غربي إلى آسيا يعبر بحارًا مجهولة. سافر كولومبوس إلى قشتالة لإقناع ملوك قشتالة وآراغون الكاثوليك بتمويل البعثة.

#### تمويل إسباني
تزوّج ملك آراغون فيرناندو الثاني من إيزابيلا الأولى ملكة قشتالة عام 1469، موحدًا أكبر مملكتين فيما سيصبح لاحقًا التاج الإسباني. كانا يُعرفان معًا بالملوك الكاثوليك، وحكما ممالكهما بصورة مستقلة، غير أنه كان لديهما سياسات داخلية وخارجية مشتركة.
مُنح كولومبوس شرف مقابلتهما في 1 أيار 1489، وعرض خططه أمام الملكة إيزابيلا، التي أحالت الخطط إلى لجنة. حكمت اللجنة بأن الفكرة غير عمليّة، وأوصت الملكين بعدم دعم المغامرة المقترَحة.
إلا أنه ولتوسيع الإمبراطورية الإسبانية والمذهب الكاثوليكي باسم الملوك الإسبان، ولضمان مكانةٍ سوقية أفضل في التجارة، منحت الملكة كولولمبوس مخصصاتٍ سنوية تبلغ 12,000 مرافيدي وجزءًا من الأراضي التي ستُحتلّ حديثًا.
بعد ضغطه المستمر في المحكمة الملكية وتحمّله عامين من المفاوضات، نجح كولومبوس أخيرًا في يناير 1492. كانت قوات الملكة إيزابيلا قد أخضعت لتوّها لقشتالة إمارة غرناطة المورية، آخر معاقل الأندلس المسلمة في شبه الجزيرة الإيبيرية. استقبل فيرناندو وإيزابيلا كولومبوس في قصر (قلعة) قرطبة لدعم خططه.
ترك الملكان الأمر للخزينة الملكية لتمويل المغامرة من بين شؤون ملكية عديدة. كان كولومبوس سيصبح «أدميرال البحار» وسيتلقى حصة من جميع الأرباح. كانت الشروط سخيّةً بصورة غير مألوفة إلا أن الملكين، كما كتب ابنه لاحقًا، لم يكونا واثقين من عودته.
بحسب عقد كولومبوس الذي وقعه لتفويض البعثة من قبل ملكة قشتالة إيزابيلا، سيتلقى كولومبوس العديد من المكافآت المجزية في حال أضاف أي جزرٍ جديدة أو أراضٍ للتاج. فيما يتعلق بالسلطة، سيمُنح رتبة أدميرال بحر المحيط وسيعيَّن نائب ملكٍ وحاكمًا للأراضي الجديدة المستعمَرة. وكان لديه الحق بترشيح ثلاثة أشخاص لأي منصبٍ في الأراضي الجديدة، ليختار الملكان واحدًا منهم. وسيُمنح إلى الأبد 10% من كل عوائد الأراضي الجديدة.

### خطط الملاحة
تمتّعت أوروبا لمدة طويلة بممرٍ أرضي آمن إلى الصين والهند -مصادر بضائع ثمينة مثل الحرير والبهارات والأفيون- تحت سيطرة إمبراطورية المغول (باكس مونغوليكا، أو السلام المغولي). مع سقوط القسطنطينية بيد الإمبراطورية العثمانية التركية عام 1453، أصبح الطريق البري إلى آسيا أكثر صعوبة. استجابةً لذلك، وضع الأخوان كولومبوس، بحلول ثمانينيات القرن الخامس عشر، خطةً للسفر إلى الهند الشرقية، ثم فسّرا تقريبًا كامل آسيا الشرقية والجنوبية، بالسفر مباشرة باتجاه الغرب عبر ما كان يُظن أنه «بحر محيط» واحد، المحيط الأطلسي.
أشاعت سيرة حياة كولومبوس التي ألّفها واشنطن إيرفينغ فكرة أن كولومبوس واجه صعوبات في الحصول على دعم لخططه لاعتقاد الاوربيين أن الأرض مسطحة. في الحقيقة، اعتمدت الملاحة البحرية البدائية آنذاك على النجوم والانحناء الكروي للأرض. كانت المعرفة بكروية الأرض واسع الانتشار، وكانت وسائل حساب قطرها باستخدام الاسطرلاب معروفة لكل من العلماء والملاحين.

#### قطر الأرض وتقديرات مسافة السفر
كانت كروية الأرض رأيًا شائعًا في علوم اليونان القدماء، واستمر هذا الرأي خلال العصور الوسطى (على سبيل المثال، يذكر بيدا هذا الأمر في كتاب حساب الوقت). في الحقيقة، قام إيراتوستينس بقياس قطر الأرض بدقة جيدة في القرن الثاني قبل الميلاد. الأمر الذي اختلف فيه كولومبوس عن الرأي المقبول عمومًا في زمنه كان مجادلاته غير الصحيحة التي افترضت قطرًا أصغر بكثير للأرض، زاعمًا بإمكانية الوصول إلى آسيا بسهولة بالإبحار غربًا عبر الأطلسي. قَبِل معظم العلماء بتقدير بطليموس الصحيح أن مساحة اليابسة الأرضية (بالنسبة لأوروبيي ذلك العصر كانت تشمل أوراسيا وأفريقيا) كانت تشغل 180 درجة من الكرة الأرضية، واستبعدوا زعم كولومبوس أن الأرض كانت أصغر بكثير، وأن آسيا كانت تبعد فقط بضعة آلاف أميال بحرية إلى الغرب من أوروبا. أعزي خطأ كولومبوس إلى خبرته القليلة في الملاحة في البحر.
صدّق كولومبوس حسابات مارينوس الصوري الخاطئة التي حدّدت مساحة اليابسة بـ225 درجة، تاركةً 135 درجة فقط للماء. علاوة على ذلك، اعتقد كولومبوس ان الدرجة الواحدة كانت تمثل مسافة أقصر على سطح الأرض مما كانت تمثل في الواقع- قرأ الخرائط كما لو أن المسافات كانت تحسب بالأميال الإيطالية (نحو 1480 متر). وبقبوله أن طول الدرجة 56⅔ ميل، حسْب كتابات أحمد بن كثير الفرغاني، حَسَب أن محيط الأرض يبلغ 25,255 كم (13,637 ميل بحري، 15,693 ميل) كحد أقصى، وأن المسافة من جزر الكناري إلى اليابان تبلغ 3,000 ميل إيطالي (3,700 كم ]2000 ميل بحري، 2300 ميل[). لم يدرك كولومبوس أن أحمد بن كثير الفرغاني استخدم ميلًا عربيًا أطول بكثير (نحو 1830م).
يبلغ المحيط الحقيقي للأرض نحو 40,000 كم (22,000 ميل بحري، 25000 ميل)، رقم نشره إيراتوستينس للمرة الأولى تقريبًا في القرن الثاني قبل الميلاد، وتبلغ المسافة من جزر الكاناري إلى اليابان 19,600 كم (10,600 ميل بحري، 12,200 ميل). لم يكن بمقدور أي سفينة متاحة في القرن الخامس عشر حمل ما يكفي من الغذاء والمياه النقية لرحلة كهذه. استنتج معظم الملاحين والبحارين الأوروبيين -وربما كانوا محقّين- أن البحارين الذي تولّوا رحلاتٍ تتجه غربًا من أوروبا إلى آسيا دون توقف سيموتون من العطش أو عوز الفيتامين س أو سيتعرضون لمجاعة قبل فترة طويلة من وصولهم إلى وجهتهم. إلا ان إسبانيا، التي كانت قد أتمّت لتوّها حروب الاسترداد المكلفة، كانت مستميتة لأفضلية في تنافسها مع البلدان الأوروبية الأخرى على التجارة مع الهند الشرقية.
افترض الأوروبيون إجمالًا أن الفسحة المائية بين أوروبا وآسيا كانت متصلة. بينما كانت تبرز مسبقًا في أوروبا دلائل على أمريكا الشمالية وفنلاند، يتفق المؤرخون أن كولومبوس قام بحساب مسافة قصيرة جدًا من جزر الكاناري إلى اليابان حسب معايير أقرانه.

## معرض صور

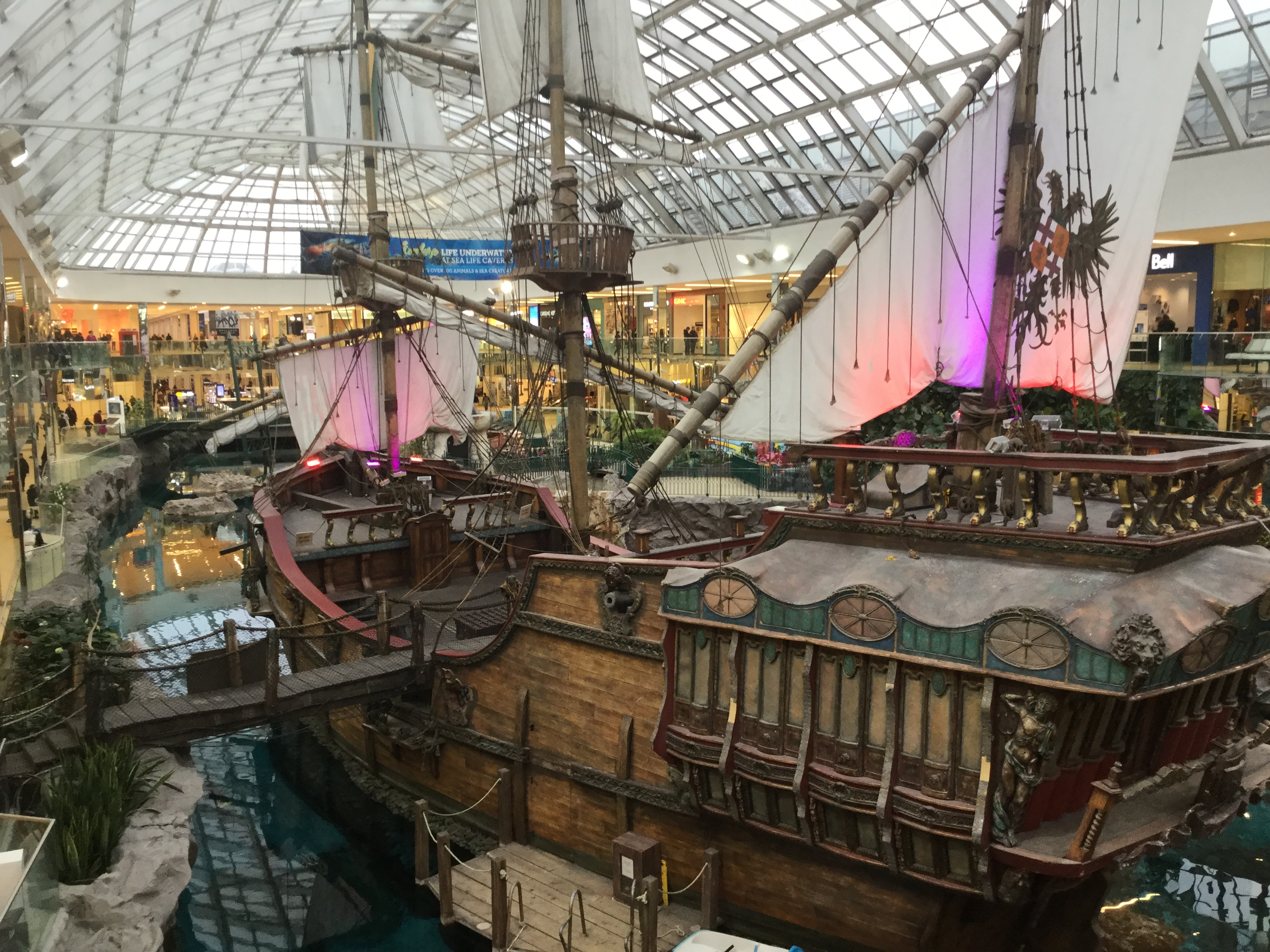
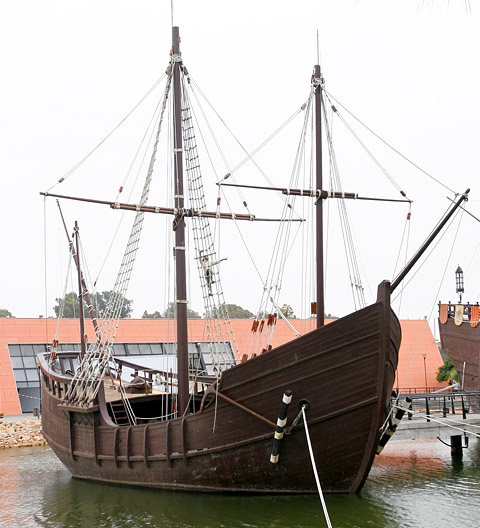
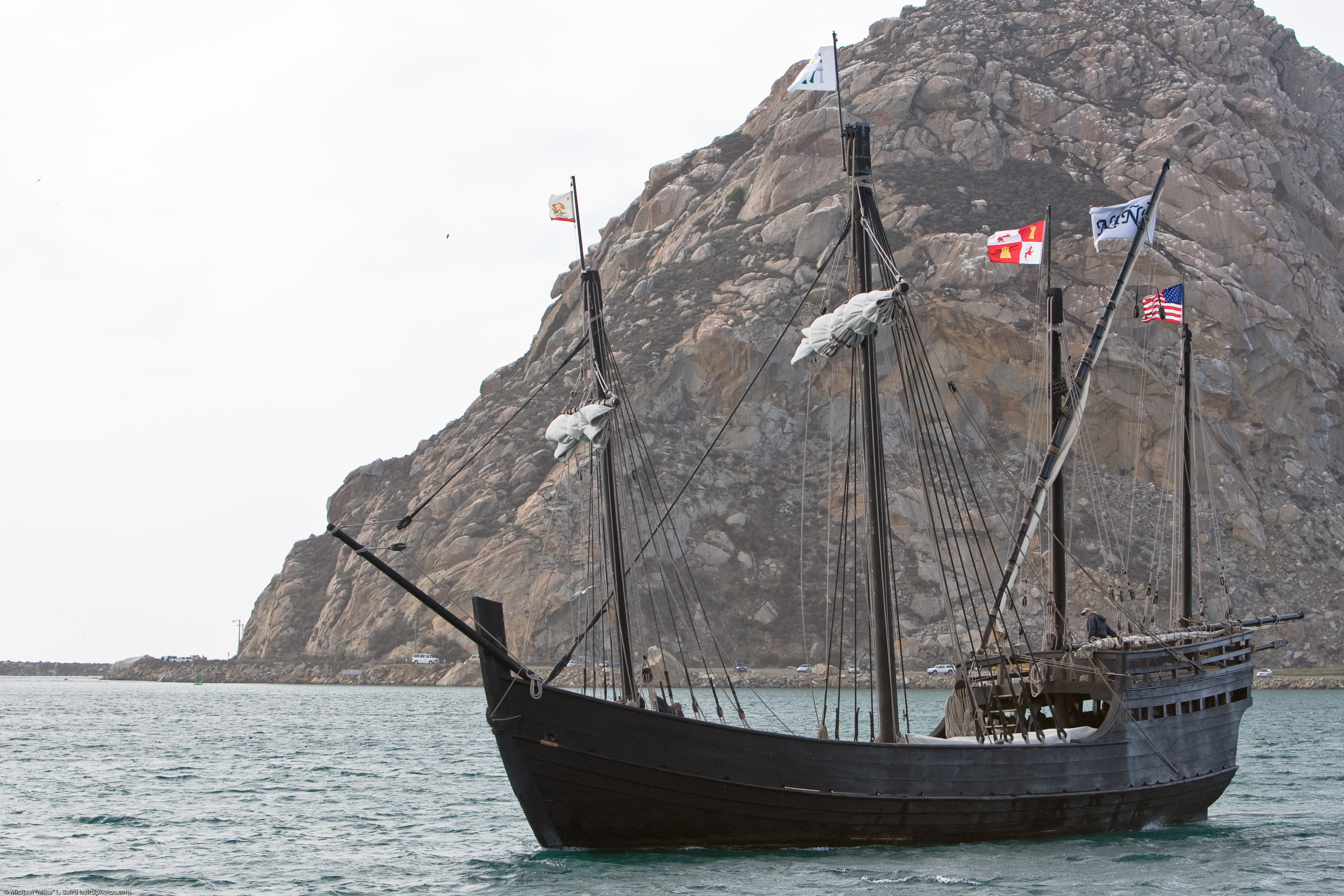